# Kopplerskan
Kopplerskan år en oljmålning av Johannes Vermeer från 1656. 
Kopplerskan är den första signerade och daterade målningen av Vermeer. Det är också hans största målning till formatet.

## Beskrivning av målningen
Kopplerskan är en genremålning med en scen från en bordell. Den visar fyra så gott som jämnstora figurer bakom en vacker knuten matta, vilken täcker dem från bröstet och nedåt. De kommunicerar inbördes och med betraktaren. Den svartklädda bordellmamman, den unga prostituerade flickan och en soldat som bakifrån omfamnar henne bildar en kompositionell enhet. Mannen till vänster i bilden, som står något i skugga, faller utanför den centrala handlingen i det att han vänder sig bort från de andra och ut mot betraktaren, mot vilken han höjer sitt glas. Han är klädd i barett och kostym från 1500-talet; i den ena handen håller han ett musikinstrument och i den andra sitt glas.
Centralt i målningen finns ett mynt som överlämnas av bordellkunden till den unga kvinnan och till höger på bilden finns en vinflaskaoch ett vinglas som på ett svårbegripligt sätt balanseras på den turkiska mattan,  som möjligen är draperad över en balustrad. Målningen har tolkats som en parabel på den bibliska historien om den förlorade sonen. Sonen är då figuren till vänster i målningen, vilken också kan vara ett självporträtt av Johannes Vermeer enligt sedvänja i liknande målningar vid denna tid.

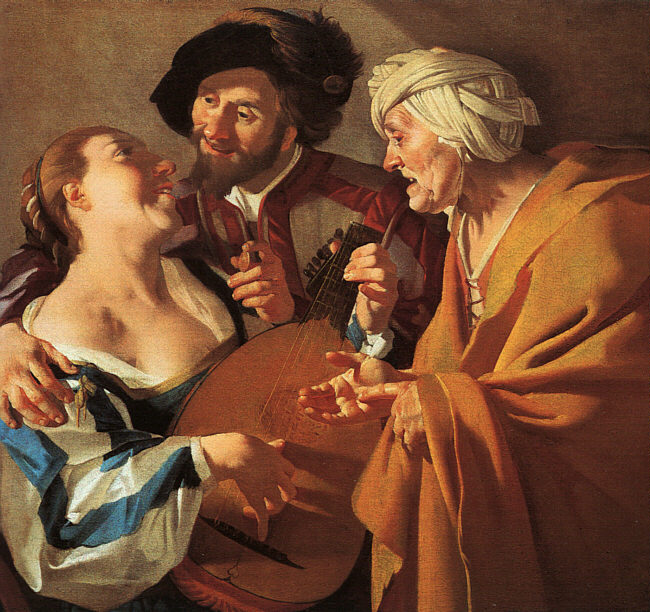
Dirck van Baburens Kopplerskan från 1622

Bordellscener var en undergenre vid denna tid. Vermeers målning har jämförts med  Dirck van Baburens något mindre (102 x 108 centimeter) målning Kopplerskan från 1622. Dessa målningar skiljer sig dock på flera sätt, bland annat i att den fjärde figuren i Vermeers målning komplicerar betraktandet genom att avslöja betraktaren som voyeur till en intim scen. Dirck van Baburens Kopplerskan fanns i samma hus som Vermeer, ägd av hans svärmor Maria Thins. Den förekommer avbildad i bakgrunden till två av Johannes Vermeers senare målningar: Konserten och Kvinna som sitter vid en cembalo.

## Proveniens
Målningen tillhörde före 1737 familjen Waldsteins  (Wallensteins) samlingar i slottet Duchcov, nära Teplice i Tjeckiska republiken och köptes 1741 av August III av Sachsen. Mellan 1945 och 1955 fanns den som krigsbyte i Sovjetunionen och 1955 återbördades den till Gemäldegalerie Alte Meister i  Dresden i Tyskland.